# Ugly Betty
Ugly Betty é uma série de dramédia que estreou em setembro de 2006 na ABC nos Estados Unidos. A série é baseada na telenovela colombiana, Betty, A Feia. É adaptada pela produtora Salma Hayek, cuja companhia de produção, Ventanarosa, se uniu à Touchstone Television para produzir este programa de uma hora.
Em Portugal a série exibida no canal FOX Life desde Setembro de 2007 e na SIC. No Brasil é exibida de segunda à sexta, pela TV a cabo no Sony às 11h da manhã. Já na televisão aberta no Brasil, a série começou a ser exibida em 2 de Julho de 2008 às quartas pelo SBT, às 22h30. Depois, mudou de horário várias vezes até se estabilizar às 01h da madrugada até o seu último episódio da 2ª temporada, após, a série saiu do ar na emissora. Em 30 de Novembro de 2010 voltou a ser exibida no bloco Tele Seriados, apenas as três temporada da série, todas as terças-feiras, às 2 horas da madrugada, que foi exibida até 6 de Março de 2012, sendo substituta pela série Eastwick. Em 27 de Setembro de 2011, estreou a terceira temporada da série.
As 4 temporadas estão disponíveis na plataforma de streaming Disney+.

## Sinopse
Ugly Betty segue o dia a dia de Betty Suarez, uma secretária eficiente mas pouco atrativa que trabalha na Mode, uma revista de moda. No trabalho, ela tem de lidar com as mulheres da revista que são mais atraentes que ela e com os homens que lá trabalham, especialmente com o patrão mulherengo, Daniel Meade, que é o filho do dono da revista.
Embora pareça que Betty e Daniel vão falhar nos seus papéis, devido à sua falta de experiência na indústria da moda, ambos vão descobrir que sabem como trabalhar até chegar ao topo. Desta união profissional vai surgir um novo sentimento bastante profundo entre os dois.
Apesar de se esperar que se mantenha na linha do original Yo Soy Betty La Fea, nesta versão há mais elementos dramáticos devido a assuntos que irão ser explorados. O formato se mantém mais fiel ao de uma série tradicional do que ao de uma telenovela, inclusive sendo a série semanal.

## Temporadas

### Primeira temporada
A primeira temporada estreou nos Estados Unidos em 28 de setembro de 2005 e foi ao ar 23 episódios. Os ganchos durante a primeira temporada incluem: Betty e Daniel em resolução de suas respectivas funções como assistente pessoal e editor-chefe de uma revista de moda, relacionamento de Betty com o namorado Walter e novo interesse amoroso (Henry); inúmeras conquistas sexuais de Daniel e seus relacionamento com a colega editora Sofia Reyes (Salma Hayek); parceria de Wilhermina com a "Mystery Lady" contra Bradford; o cargo de Daniel Meade em Publicações; mudança temporária de Christina para o lado de Wilhelmina, numa tentativa de impulsionar sua carreira; a verdade por trás do assassinato de Fey Sommers e a morte do irmão mais velho de Daniel, Alex; Ignacio e seu problema com imigração e problemas de saúde, e Hilda luta para encontrar uma nova carreira e salvar seu relacionamento com o pai de Justin.

### Segunda temporada
O tema da temporada foi "Brighter, Bolder, Bettyer" com uma versão reformulada do "Mika's Hey Betty (You Are Beautiful)" sendo usado como a canção caracterizado em suas promos. Oito novos personagens recorrentes, interpretado por Freddy Rodríguez, Illeana Douglas, Alec Mapa, David Blue, John Cho, Gabrielle Union, Eddie Cibrian e Goglia Juliette, foram introduzidas. Lorraine Toussaint, Yoga, continuou em seu papel de amiga de Claire e fugitiva da prisão, como uma personagem recorrente. A produção foi interrompida em novembro de 2007, devido à greve do Writers Guild of America, em última análise, a ordem temporada episódio foi reduzido para 18 em vez de 23 propostas. Novos episódios não foram ao ar na televisão dos Estados Unidos até 24 de abril de 2008, começando com "Twenty Four Candles", e termina em 23 de maio de 2008, com "Jump". Este foi o último episódio a ser produzido em Los Angeles. 

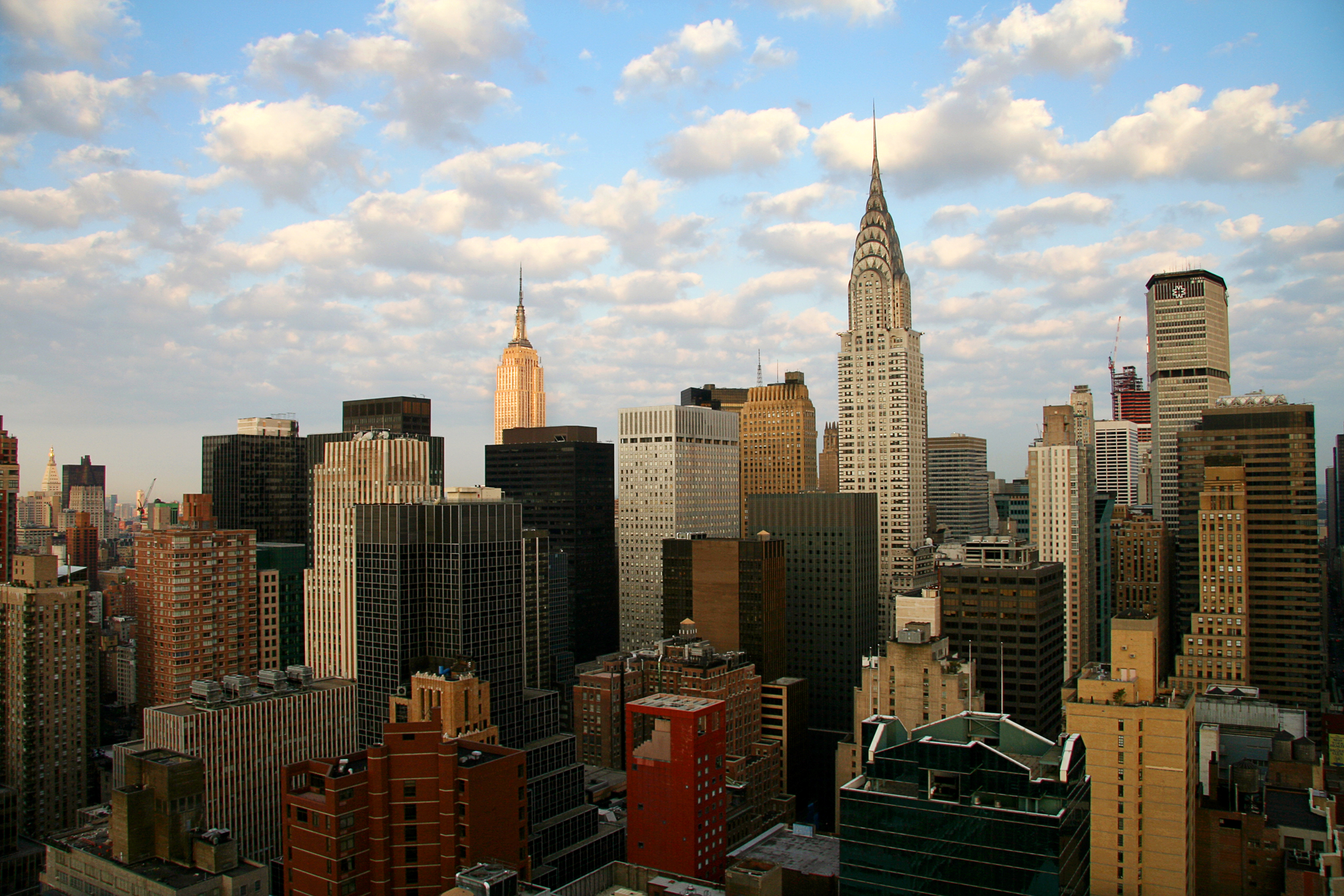
Nova Iorque.

Os enredos desta temporada incluem o seguinte: o triângulo amoroso entre Betty, Henry, e um trabalhador da loja Deli chamado Giovanni "Gio" Rossi; Claire escapa da prisão, é recapturada, e vai a julgamento pelo assassinato de Fey Sommers, o casamento abortado de Wilhelmina Slater e Bradford Meade, a luta pelo poder de Daniel e Alexis após a morte de seu pai, a pesquisa de Amanda para seu pai biológico; o relacionamento de Marc com o fotógrafo de moda Cliff; a tentativa de Hilda de iniciar sua carreira de esteticista e uma nova relação com o professor de Justin; A relação de Christina com seu marido que retorna doente, e os planos de Wilhelmina de conceber um herdeiro para a fortuna Meade usando o esperma de Bradford.
O cantor de rock Gene Simmons fez uma participação especial em um episódio como ele mesmo. A atriz Lindsay Lohan interpretou Kimberly, uma ex-colega de classe no ensino médio de Betty em um flashback. A cantora e ex-spice girl Victoria Beckham, participou de um episódio interpretando ela mesma. A top model Naomi Campbell também interpretou ela mesma em um episódio.

### Terceira temporada
A ABC renovou a série para uma terceira temporada em 11 de fevereiro de 2008. Além disso, a produção foi transferida de Los Angeles, para Nova York, para aproveitar os incentivos fiscais que haviam aumentado em Nova York. A terceira temporada estreou em 26 de setembro de 2008. Esta temporada acrescentou dez novas personagens regulares recorrentes, interpretados por Grant Bowler, Mark Consuelos, Heather Tom, Emmich Val, Ralph Macchio, Sarah Lafleur, Bernadette Peters, Lauren Velez e Daniel Eric Gold. Lindsay Lohan, Julian De La Celle, Derek Riddell, Eddie Cibrian e Genne Simmons voltaram da segunda temporada. "The Show", da cantora australiana Lenka é usada como o tema promocional para a temporada.
Nesta temporada Betty muda-se do Queens para um apartamento em Manhattan e ela apaixona-se por um vizinho, que mais tarde se tornaria uma desilusão amorosa. Betty conhece Matt, Betty e Marc integram um curso para redatores, Daniel apaixona-se por uma professora de ensino infantil, Molly, sendo que Wilhelmina apaixona-se pelo atual noivo de Molly. Além disso, uma crise financeira atinge as Publicações Meade causando algumas mudanças no quadro de funcionários.
Destacam-se a participação da cantora Adele como ela mesma, e a participação de Lindsay Lohan como uma ex-colega de classe de Betty, atual chefe de Ignácio e, mais tarde, funcionária da Mode. Rebecca Romijn e Ashley Jensen deixam o elenco da série. As atrizes alegaram dificuldades para se dirigir a cidade das gravações, Nova York.

### Quarta temporada
A estreia da quarta e última temporada nos Estados Unidos foi ao ar em outubro de 2009 em uma nova noite e horário. Depois de três temporadas nas noites de quinta-feira, o show foi transferido para a noite de sexta em meio a protestos de seus fãs. Com início em 7 de janeiro de 2010, o programa vai ao ar quartas-feiras às 22:00 Eastern / 21:00 hora Central. A temporada 4 mostra Betty se adaptando à sua nova posição como uma editora de recursos associados na Mode em que ela inicia a nova carreira com problemas no trabalho e amorosos; Daniel que tenta conviver com uma difícil situação em sua vida; Wilhelmina tendo que conviver dividindo o cargo com Clarie; Justin tendo que conviver com bullying na escola e algumas mudanças e descobertas em sua vida.
Alguns personagens de temporadas anteriores voltam em pequenas participações.
Uma personagem recorrente é introduzida fazendo grande alusão a personagem de Helena Bonham Carter em Fight Club, Marla Singer, sendo esta introduzida como uma então amiga de Daniel.
A cantora Shakira fez uma participação especial no 8ª episódio como ela mesma. Suas cenas foram gravadas dentro de um estúdio enquanto as outras eram gravadas em Bahamas. Neste episódio, a supermodelo norte-americana Christie Brinkley fez também uma participação especial no papel de "Penelope Graybridge".

## Elenco Principal

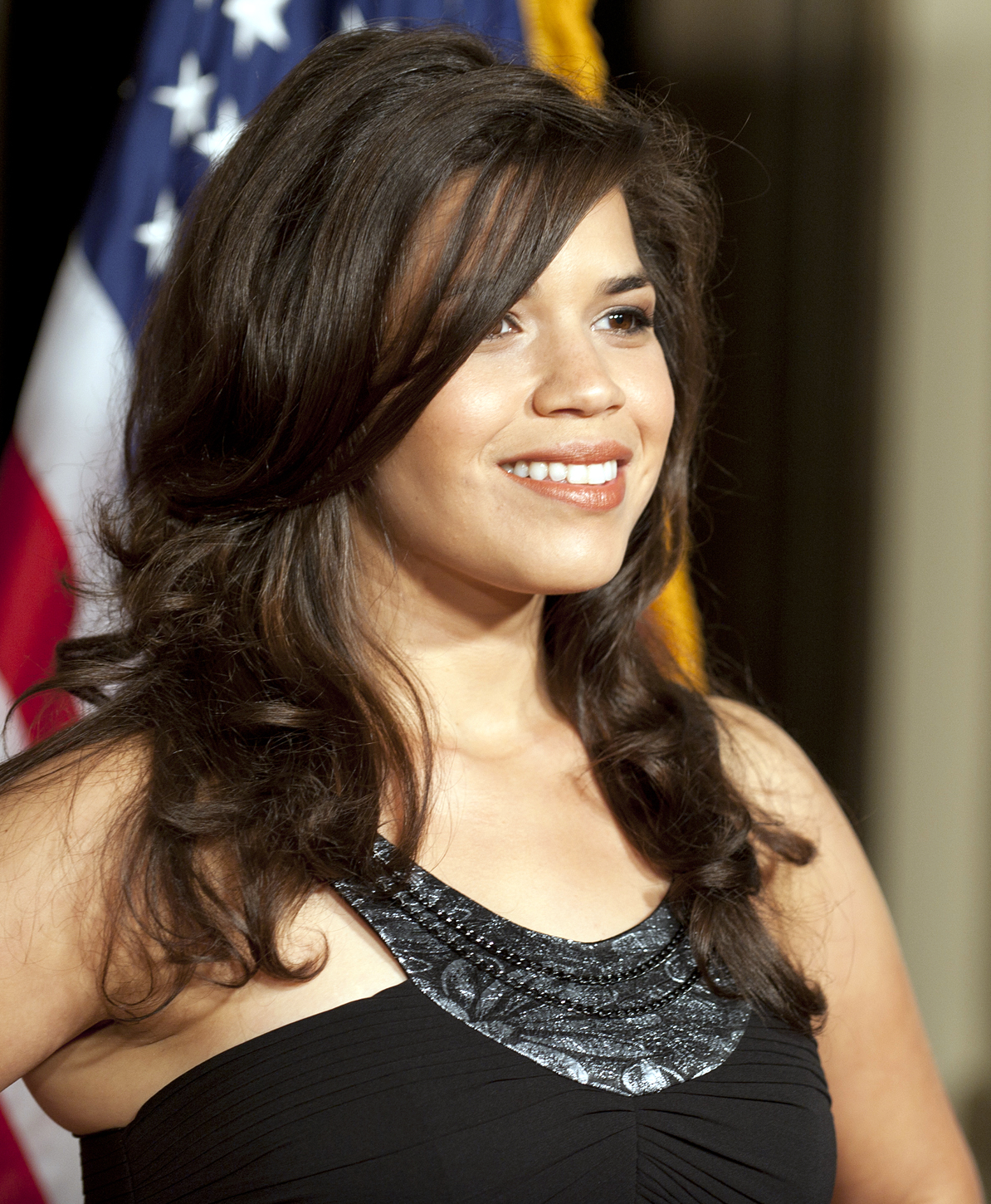
America Ferrera, como Betty Suarez.

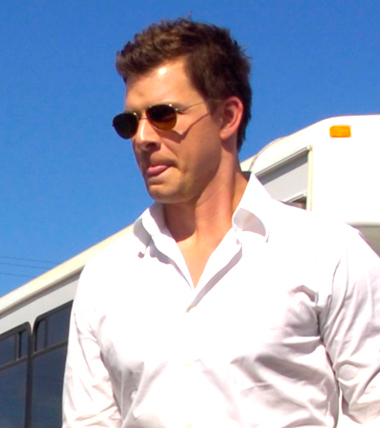
Eric Mabius, como Daniel Meade.

| Ator                | Personagem         | Temporadas | Temporadas | Temporadas | Temporadas |
| Ator                | Personagem         | 1ª         | 2ª         | 3ª         | 4ª         |
| ------------------- | ------------------ | ---------- | ---------- | ---------- | ---------- |
| America Ferrera     | Betty Suarez       | Regular    | Regular    | Regular    | Regular    |
| Eric Mabius         | Daniel Meade       | Regular    | Regular    | Regular    | Regular    |
| Vanessa L. Williams | Wilhelmina Slater  | Regular    | Regular    | Regular    | Regular    |
| Michael Urie        | Marc St. James     | Regular    | Regular    | Regular    | Regular    |
| Tony Plana          | Ignacio Suarez     | Regular    | Regular    | Regular    | Regular    |
| Ana Ortiz           | Hilda Suarez       | Regular    | Regular    | Regular    | Regular    |
| Becki Newton        | Amanda Tanen       | Regular    | Regular    | Regular    | Regular    |
| Mark Indelicato     | Justin Suarez      | Regular    | Regular    | Regular    | Regular    |
| Ashley Jensen       | Christina McKinney | Regular    | Regular    | Regular    | Recorrente |
| Rebecca Romijn      | Alexis Meade       | Regular    | Regular    | Recorrente |            |
| Alan Dale           | Bradford Meade     | Regular    | Regular    |            |            |
| Kevin Sussman       | Walter             | Regular    |            |            |            |
| Judith Light        | Claire Meade       | Recorrente | Regular    | Regular    | Regular    |
| Christopher Gorham  | Henry Grubstick    | Recorrente | Regular    | Recorrente | Recorrente |
| Daniel Eric Ouro    | Matt Hartley       |            |            | Recorrente | Regular    |

## Cancelamento
O canal ABC, que produz e exibe o programa nos Estados Unidos, avisou os produtores que a atual quarta temporada será a última. Além disso, a série foi encurtada de 22 para 20 episódios. O cancelamento não chegou a ser uma surpresa, já que o seriado já vinha sofrendo com baixas audiências desde a terceira temporada.

## O Final
No penúltimo episódio de Ugly Betty, o filho bastardo de Claire Meade, Tyler, chega a Mode Magazine portando um revolver de Wilhelmina, atirando na própria co-editora-chefe. No último capítulo, descobre-se que Wilhelmina entra em coma, porém acorda após uma visita do grande amor de sua vida, Connor.
Na abertura da "series finale" de Ugly Betty, há o enterro do cachorro de Amanda, Halston, herdado das fortunas de Fay Sommers. Em seguida, Betty vê-se nervosa para contar a Daniel sobre a proposta que recebera de trabalhar como editora-chefe em uma revista de Londres. Daniel, por sua vez, fica dividido em aceitar que Betty vá e que Betty fique. A questão era tamanha, que o editor-chefe cobriu a proposta da revista londrina, com direito a aumento significativo de salário e mais a frase "Betty, deixe-me falar primeiro: não consigo viver sem você!", mas Betty decidir ir de qualquer maneira.
Daniel entristece-se e sua mãe nota. Claire pergunta se a repentina tristeza de Daniel foi causada pela perda das habilidades de Betty para outra revista, ou se aquilo era reflexo de sentimentos amorosos que ele sentia pela ex-assistente. Daniel decide, após relutar muito, com direito a queimar a ficha de demissão de Betty, que sua grande amiga parta para a Inglaterra.
Durante a quarta temporada, principalmente nos episódios finais, a química entre Daniel Meade e Betty Suarez ganha destaque, sendo aprovada por grande parte da audiência.
As despedidas foram os atos mais emocionantes e tristes da séries finale. Betty ganha uma festa na Mode, onde dança com Amanda e Mark, os quais lhe desejam sorte e dizem que sentirão saudades. Mark, que antes questionava-se se conseguiria encontrar um grande amor, entrega-se aos braços de Troy (funcionário da Mode), o qual fora seu antigo "ficante". Já Amanda, pede demissão da Mode e se torna consultora/"Stylist", finalmente encontra seu pai verdadeiro: trata-se de Spencer, um ator que a consulta sobre roupas e torna-se um grande amigo (sendo ele homossexual também). Curiosamente, Amanda e Tyler não terminam juntos, um final que até então parecia consideravelmente óbvio. Na festa, também vemos Wilhelmina despedindo-se de Betty - o ápice do encontro foi a vilã elogiando a ex-assistente de uma maneira, obviamente, pouco ortodoxa: "you have balls…Betty Suarez". Diz ela.
A despedida dos Suarez foi marcada por lágrimas tanto dos atores quanto da audiência. Ali, vemos Hilda casada com Booby (seu ex-colega de escola e melhor amigo), Justin (que finalmente confirmou sua homossexualidade) namorando Austin, e o grande pai da televisão, Ignácio, que irá morar sozinho na casa do Queens, uma vez que Hilda, Booby e Justin se mudarão para Manhattam. O último da família de quem Betty se despediu foi Ignácio - e aqui entrou a clássica ação em que o pai de Betty entrega um saco de lanche para a filha. Betty agradece, entra na limousine e olha a família pelo vidro traseiro. Ali, ela recorda da antiga Betty usando um poncho para o primeiro dia de trabalho.
De volta a Mode Magazine, a revista trabalha para sua 100ª edição. Daniel está em seu escritório examinando O Livro, folheando as página de homenagem aos antigos editores-chefes. Ao chegar na página de "Era Daniel Meade & Wilhelmina Slater", o editor entra em epifania, vai para a sala de Wilhelmina e entrega-lhe o cargo de editora-chefe absoluta. Wilhelmina estranha, mas Daniel se demite. A vilã pergunta "Para onde você vai?", e ele responde "Vou recomeçar". E então, vemos a vilã de Ugly Betty tendo um final feliz e entregando a seu vassalo Mark um cargo importante nos setor de criação.
Finalmente, estamos em Londres/Inglaterra. A edição, aqui, destaca o trabalho de Betty como editora-chefe em uma revista, dias depois de sair de Nova York. A caminha do trabalho, Betty esbarra em um homem, pede desculpas, e ao olhar para saber quem era descobre que se tratava de Daniel Meade. A ex-assistente e o ex-patrão conversam em uma escadaria, onde Daniel revela a Betty que demitiu-se da Mode Magazine e que ficaria em Londres por algum tempo, convidando-a, enfim, para um jantar. Betty aceita e ainda diz "Estou a procura de um assistente. Se quiser o cargo…". Daniel ri e responde "Talvez eu envie meu currículo".
E então, com uma música ao fundo, Betty volta ao trabalho, bonita e bem-sucedida, caminhando por uma praça londrina.
Um destaque nesse final foi a aparição, em letras vermelhas, da frase UGLY BETTY, que também apareceu no final do episódio piloto. Enquanto vemos Betty caminhar pela praça de Londres, o "UGLY" vai sumindo aos poucos, deixando apenas "BETTY" na tela, demonstrando, então, em duas palavras, a imensa e árdua trajetória da melhor assistente e editora-chefe do mundo - Betty Suarez.

### As relações amorosas de Betty
O final de Ulgy Betty é aberto, deixando a audiência imaginar se Betty ficaria ou não com Daniel Meade no futuro. Sobre os outros casos amorosos de Betty Suarez, eis a conclusão.
- Walter não reaparece.
- Matt vai para a África ajudar no combate à pobreza (não aparece no episódio final).
- Gio está na Inglaterra, e após um encontro com Betty (no ante-penúltimo episódio), revela estar noivo e que ama sua futura esposa, ambos, até então, donos de um negócio culinário que lhes garante sucesso.
- Já Henry aparece no penúltimo episódio da série, com o filho nos braços, convidado, acidentalmente, por Betty para ser seu par no casamento de Hilda. Os dois saem para almoçar, e então Betty decide, com o apoio de Henry, de não recomeçar o relacionamento entre eles, uma vez que seus caminhos não mais se cruzavam. Henry recebe uma proposta de trabalho em Nova York, e aconselha Betty a aceitar o cargo de editora-chefe em Londres.
- Daniel sempre teve com Betty uma relação de amizade que ultrapassava os laços de irmão e irmã. Os sentimentos que sentia pela ex-secretária talvez fossem ocultos por outros motivos, mas vieram a tona quando Betty retirou, enfim, os aparelhos. Após isso, vê-se com clareza que Daniel quer algo a mais com Betty, demitindo-se então da Mode, viajando para Inglaterra (onde Betty estava) e convidando-a para jantar, sendo que o editor decide ficar em Londres por mais um tempo (quem sabe para investir na relação com Betty?).

## Dubladores
| Ator               | Personagem           | Dublador no Brasil |  |
| ------------------ | -------------------- | ------------------ |  |
| America Ferrera    | Betty Suarez         | Fernanda Bullara   |  |
| Eric Mabius        | Daniel Meade         | Silvio Giraldi     |  |
| Vanessa Williams   | Wilhelmina Slater    | Alessandra Araújo  |  |
| Becki Newton       | Amanda Tanen         | Márcia Regina      |  |
| Michael Urie       | Marc St. James       | Marcelo Campos     |  |
| Ana Ortiz          | Hilda Suarez         | Suzy Pereira       |  |
| Daniel Eric Gold   | Matt Hartley         |                    |  |
| Mark Indelicato    | Justin Suarez        | Júlia Castro       |  |
| Ashley Jensen      | Christina McKinney   | Isabel de Sá       |  |
| Christopher Gorham | Henry Grubstick      | Eduardo Monteiro   |  |
| Freddy Rodríguez   | Giovanni 'Gio' Rossi | Rodrigo Andreatto  |  |
| Rebecca Romijn     | Alexis Meade         | Adriana Pissardini |  |
| Judith Light       | Claire Meade         | Patrícia Scalvi    |  |
| Alan Dale          | Bradford Meade       | Renato Márcio      |  |
| Tony Plana         | Ignacio Suarez       | Sidney Lilla       |  |

## DVD
A Walt Disney Studios Home Entertainment lançou as todas temporadas de Ugly Betty em DVD na Região 1, 2 e 4.
No Brasil a Disney Home Video lançou os DVDs das 4 temporadas das séries, das quais, apenas a primeira e a segunda estão dubladas. A terceira e quarta temporada foram lançadadas em DVD apenas com legendas.Posteriormente,a dublagem da terceira e quarta temporada foi disponibilizada no Disney+
| Nome do DVD | Ep# | Discos# | Data de Lançamento     | Data de Lançamento     | Data de Lançamento                                    |
| Nome do DVD | Ep# | Discos# | Região 1               | Região 2               | Região 4                                              |
| --- | --- | ------- | ---------------------- | ---------------------- | ----------------------------------------------------- |
| The Complete First Season - The Bettyfied Edition (A 1ª temporada Completa - Versão "Ajeitadinha")                       | 23  | 6       | 21 de Agosto de 2007   | 24 de Setembro de 2007 | 31 de Outubro de 2007 23 de Agosto de 2008 (Brasil)   |
| The Complete Second Season - Brighter, Bolder, Bettyer (A 2ª temporada Completa - Brilhante. Poderosa. Muito Mais Betty) | 18  | 5       | 9 de Setembro de 2008  | 10 de Novembro de 2008 | 10 de Setembro de 2008(Brasil) 11 de Março de 2009    |
| The Complete Third Season - Start Spreading The News (A 3ª temporada Completa - Comece A Espalhar a Notícia)             | 24  | 6       | 22 de Setembro de 2009 | 7 de Dezembro de 2009  | 4 de Novembro de 2010 10 de Novembro de 2010 (Brasil) |
| The Complete Fourth Season - From Poncho, to Honcho (A 4ª temporada Completa - De Brega À Poderosa)                      | 20  | 4       | 17 de Agosto de 2010   | 11 de Março de 2011    | 16 de Fevereiro de 2011 (Brasil) 1 de Junho de 2011   |

## Recepção da crítica
Em sua 1ª temporada, Ugly Betty teve recepção geralmente favorável por parte da crítica especializada. Com base de 29 avaliações profissionais, alcançou uma pontuação de 75% no Metacritic. Por votos dos usuários do site, atinge uma nota de 8.4, usada para avaliar a recepção do público.

## Premiações

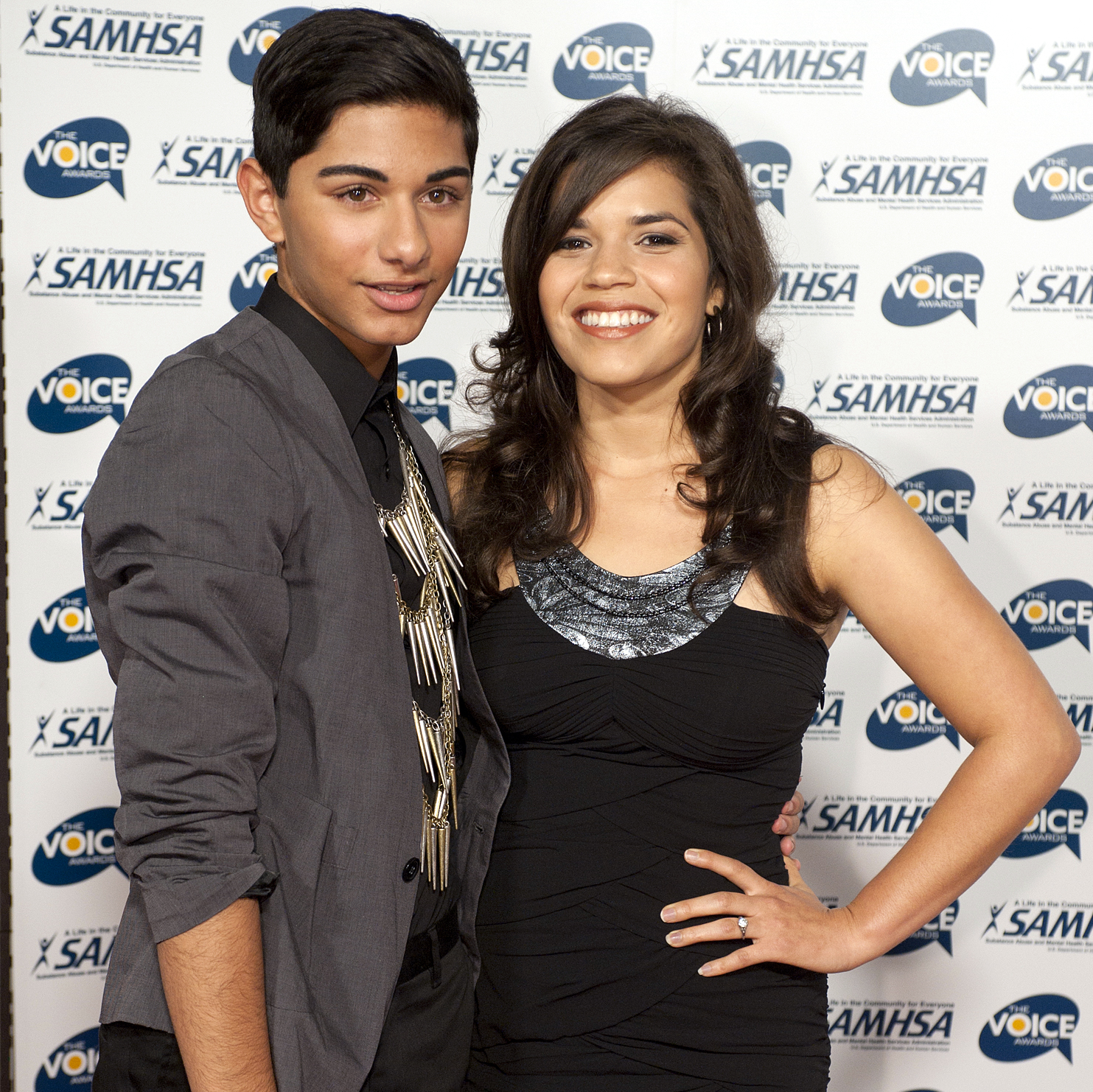
Mark Indelicato e America Ferrera no Voice Awards 2010.

### Satellite Awards
- Vencedor - Série Comédia do Ano
- Vencedor - Ator Coadjuvante (Tony Plana)

### Golden Globe Awards
- Vencedor - Melhor Série (comédia ou musical)
- Vencedor - Melhor Atriz de série de televisão - Comédia ou Musical (America Ferrera)

### Family Television Awards
- Vencedor - Melhor Nova Série

### Emmy Awards
- Vencedor - Melhor atriz em Série Cômica: America Ferrera

### VirtuaMagazine Awards
- Vencedor - Melhor Seriado